# Разуваев, Максим Владимирович
Максим Владимирович Разуваев — российский актёр и театральный режиссёр. Заслуженный артист Российской Федерации (2006).

## Биография
Максим Разуваев родился 19 июля 1971 года.
Окончил театральное училище имени Б. Щукина в 1992 году. В том же году был принят в труппу московского театра «Современник».

### Личная жизнь
Жена — актриса Мария Селянская, дочь актёров Евгения и Лилии Евстигнеевых, актриса Московского театра «Современник».
Дочь — Евстигнеева (Разуваева) Софья Максимовна (р. 1995), актриса МХТ им. Чехова, окончила Школу-студию МХАТ, курс Евгения Писарева, в 2017 г.

## Награды и премии
- Премия «Чайка
» (2005) за лучшую мужскую роль второго плана в спектакле «Голая пионерка».
- Заслуженный артист Российской Федерации (2006)[1].

## Творчество

### Роли в театре
- 1992 — «Ревизор» Н. В. Гоголь — Мишка
- 1992 — «Крутой маршрут» Е. Гинзбург — Молодой конвойный
- 1993 — «Кот домашний средней пушистости» В. Войнович, Г. Горин — Тихон
- 1993 — «Любовь и голуби» В. Гуркин — Ленька
- 1994 — «Четыре строчки для дебютантки» Ж. Ануй — Жюльен
- 1994 — «Пигмалион» Дж. Б. Шоу — Фредди Эйнсфорд-Хилл
- 1995 — «Виндзорские насмешницы» У. Шекспир — Робин
- 1997 — «Анфиса» Л. Андреев — Петя
- 1997 — «Аномалия» А. Галин — Илья
- 1997 — «Предупреждение малым кораблям» Т. Уильямс — Бобби
- 1999 — «Три товарища» Э.М. Ремарк — Юпп
- 2000 — «Играем…Шиллера!» (версия трагедии Ф. Шиллера «Мария Стюарт») — Мортимер
- 2001 — «Селестина» Н. Коляда (по мотивам пьесы Ф. де Рохаса) — Калисто
- 2003 — «Сладкоголосая птица юности» Т. Уильямс — Том-младший
- 2004 — «Бесы» Ф. М. Достоевский — Маврикий Николаевич
- 2004 — «Гроза» А. Н. Островский — Тихон
- 2005 — «Голая пионерка» М. Б. Кононов — Чабан
- 2005 — «Еще раз о голом короле» Л. Филатов — Министр нежных чувств
- 2006 — «Антоний&Клеопатра. Версия» Олег Богаев, Кирилл Серебренников по мотивам У. Шекспира — Энобарб
- 2008 — «Шарманка» А. Платонов — Кузьма
- 2009 — «Сон Гафта, пересказанный Виктюком» В. Гафт — Артист
- 2010 — «Джентльменъ» А. И. Сумбатов-Южин — Сергей Павлович Боженко

### Роли в кино
- 1990 — Шоколадный бунт
- 1992 — Завтра. Любовь в запретной зоне — Кирилл (главная роль)
- 2001 — Времена не выбирают — Петр
- 2006 — Кто в доме хозяин? (132-я серия) — Миша Салин, друг Никиты
- 2007 — Затмение — (эпизодическая роль)
- 2007 — О тебе — Вадим Разин (главная роль)
- 2011 — А счастье где-то рядом — Морозов
- 2013 — Погружение — Глеб